# Tragédie des Boys in Red

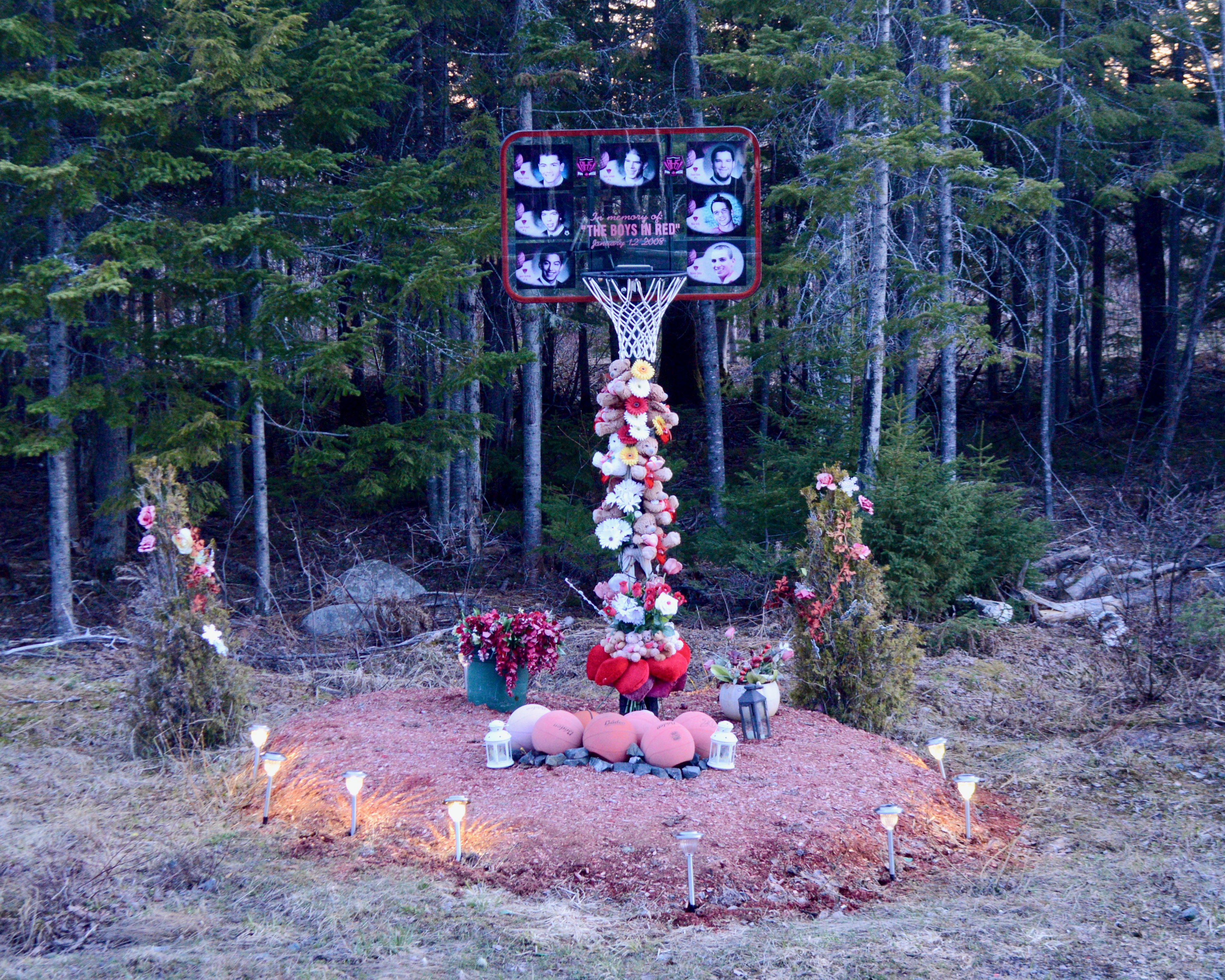
Mémorial dédié aux Boys in Red, Nouveau-Brunswick.

La tragédie des Boys in Red, aussi appelée la tragédie de Bathurst, est un accident de la route survenu le 12 janvier 2008 au sud de la ville de Bathurst, au Nouveau-Brunswick (Canada), entre une semi-remorque et une fourgonnette transportant l'équipe de basket-ball de l'école secondaire de Bathurst (Bathurst High School), surnommés les Boys in Red. L'accident a coûté la vie à sept étudiants et un professeur en plus de blesser quatre autres passagers C'est l'accident de la route le plus meurtrier à survenir au Nouveau-Brunswick depuis 1989, lorsqu'un camion transportant du bois s'est renversé sur un camion de foin, tuant 13 personnes
Une journée de deuil nationale fut organisée par la suite. Les E350 Ford Club Wagon comme celui impliqué dans l'accident sont désormais interdits dans le transport d'étudiants dans la province. Deux enquêtes, l'une menée par la Gendarmerie royale du Canada et l'autre menée par Transport Canada, ont déterminé que l'accident a été causé par une combinaison de mauvaises conditions routières, du manque de pneus d'hiver et possiblement une erreur du conducteur. Sous la pression de la population et des familles des victimes, le coroner en chef du Nouveau-Brunswick a lancé une étude, qui a émis des recommandations pour améliorer la sécurité du transport étudiant. Le gouvernement a approuvé la plupart des recommandations. 

## Accident
L'accident s'est produit sur la route 8 peu après minuit, le 12 janvier 2008, lorsque l'entraîneur Wayne Lord ramenait l'équipe de basketball de l'école secondaire de Bathurst après une partie à Moncton, à bord d'un Ford Club Wagon E350. Une petite quantité de pluie verglaçante et une mauvaise visibilité ont causé de mauvaises conditions routières. Lorsque la camionnette arrive près de la limite de la cité de Bathurst, Lord perd le contrôle face à face à une semi-remorque allant en direction sud. Le camion entre en collision avec le côté droit de la camionnette et les deux véhicules s'arrêtèrent sur l'accotement de la voie en direction de l'autoroute, à environ 40 mètres du point d'impact,,.
L'officier de police ayant découvert l'accident pensait au départ que seule la semi-remorque avait dérapé. Poursuivant son enquête, il découvre la camionnette et appelle les secours, dont l'arrivée est retardée par la pluie verglaçante. L'arrière ainsi que le côté droit de la camionnette, incluant trois rangées de sièges, avaient été arrachées, éjectant les passagers. Sept des joueurs ainsi que l'épouse de l'entraîneur sont déclarés morts sur place. L'entraîneur, sa fille et les deux autres joueurs ont survécu à l'accident et sont amenés d'urgence à l'hôpital régional Chaleur. Deux sont dans un état stable et l'autre dans un état critique. Le quatrième patient reçoit son congé de l'hôpital peu après l'accident. Le chauffeur du camion n'est pas blessé.

## Suites

### Poursuite de Atlantic Wholesalers Limited et Loblaws
Le 22 décembre 2009, Atlantic Wholesalers Limited et Loblaws déposent conjointement une action en justice contre Wayne Lord et Bathurst Van Inc.. Selon la poursuite, l'accident est dû à la négligence de la défense. Les deux entreprises soutiennent aussi que la somme de 40 667,86$ leur est due en dommages en plus de 847,50$ additionnels nécessaires pour couvrir les coûts de nettoyage. Le 8 janvier 2010, Loblaws annule sa poursuite sans donner d'explications, à la suite du scandale causé par cette annonce et aux menaces de boycott de la chaîne de supermarchés.

## Monument
Un monument à la mémoire des victimes a été dévoilé le 6 juin 2008 à la Bathurst High School. Il consiste en une arche avec un panier de basket-ball installé dans la cour. Un monument temporaire avait été installé sur le site de l'accident, constitué de deux paniers de basket-ball et de fleurs. Les paniers étaient encore en place en octobre 2008.